# Dennis Gyamfi
Dennis Gyamfi (Leiderdorp, 30 december 2001) is een Nederlands-Ghanese voetballer die bij voorkeur als rechtsback speelt.

## Carrière
Dennis Gyamfi, die opgroeide in Engeland, speelde in de jeugd van Hanworth Sports, Brentford en Leicester City. Zijn debuut in het betaalde voetbal maakte hij in 2020 bij het Kroatische Dinamo Zagreb O21. Die club speelt op het tweede niveau, de 1. Hrvatska Nogometna Liga. Na twee weken op proef te zijn geweest, tekende hij op 31 januari 2023 een contract tot de zomer van 2025 bij FC Den Bosch.
Drie dagen later, op 3 februari 2023, maakte hij zijn debuut in de Keuken Kampioen Divisie. In de uitwedstrijd tegen TOP Oss startte Gyamfi, als vervanger van de geschorste Rik Mulders. in de basis en werd hij in de rust vervangen door Stan Maas. FC Den Bosch verloor de wedstrijd met 3-0. Op 29 juli 2024 werd bekend dat het contract van Gyamfi bij FC Den Bosch is ontbonden.

### Interlandcarrière
Gyamfi mag spelen voor Nederland, Ghana en Engeland. Tot nu toe werd hij alleen in november 2019 op de stand-by lijst van Nederland -19 geplaatst.